# Franz Spath
Franz Spath (* 2. Dezember 1899 in Graz; † 28. Mai 1984 ebenda) war ein österreichischer Chirurg.

## Leben

### Ausbildung
Franz Spath legte 1917 die Matura am II. Staatsgymnasium in Graz mit Auszeichnung ab. Nach dem darauffolgenden einjährigen Militärdienst widmete er sich einem Studium der Medizin an der Universität Graz, das er 1922 mit dem Erwerb des akademischen Grades eines Dr. med. abschloss.

### Beruflicher Werdegang
Franz Spath war zunächst als Assistenzarzt am Krankenhaus der Barmherzigen Brüder eingesetzt, bevor er 1924 als Assistent von Hans von Haberer an die Chirurgische Universitätsklinik in Graz wechselte. 1934 habilitierte er sich für das Fach Chirurgie, im selben Jahr wurde er zum  Primararzt an der II. Chirurgischen Abteilung des LKH ernannt, 1937 wurde er zum außerordentlichen Professor befördert. 1938 wurde er nach dem Anschluss Österreichs von den Nationalsozialisten seiner Ämter enthoben. Nach einer kurzen Inhaftierung versah er während des Zweiten Weltkrieges einen Militärdienst als Chirurg, zu Kriegsende geriet er in britische Gefangenschaft.
Nachdem er 1946 als Primar der II. Chirurgischen Abteilung wieder eingesetzt worden war, erfolgte 1948 die Bestellung als ordentlicher Professor für Chirurgie und Leiter der Chirurgischen Universitätsklinik. Spath, der 1962 die erste erfolgreiche Herzoperation unter Verwendung einer Herz-Lungenmaschine in Österreich durchführte, bekleidete darüber hinaus von 1957 bis 1958 das Dekanat der medizinischen Fakultät, von 1962 bis 1963 das Rektorat der Universität Graz sowie von 1964 bis 1967 das Senatorenamt. Franz Spath, der den Aufbau einer Blutbank, den Ausbau der Anästhesie und die kontinuierliche Entwicklung der Neuro- sowie der Unfallchirurgie vorantrieb, wurde 1970 emeritiert.
Spath, der 1958 zum ersten Präsidenten der Österreichischen Gesellschaft für Chirurgie und Traumatologie bestellt worden war, legte einen Forschungsschwerpunkt auf die
Magenchirurgie, Thoraxchirurgie sowie Geschichte der Grazer Chirurgie. Er wurde als (Ehren-)Mitglied in die Österreichische Gesellschaft für Chirurgie, die Deutsche Gesellschaft für Chirurgie, die Bayerische Chirurgenvereinigung und die Österreichische Gesellschaft für Anästhesiologie, Reanimation und Intensivmedizin gewählt.

## Publikationen
- Die chirurgische Therapie des Magen-Duodenal-Ulcus in der Schule von Haberer. Springer, Wien 1950.
- Die Chirurgie des Zwerchfells. In: Vorträge aus der praktischen Chirurgie. Heft 48. Enke, Stuttgart 1958.
- Fortschritte der Chirurgie in unserer Zeit. In: Die feierliche Inauguration des Rektors der Grazer Universität für das Studienjahr, 1962/63. Kienreich, Graz 1963.
- 100 [hundert] Jahre Grazer Medizinische Fakultaet: Bericht über die Feier und das akademische Jahr 1962/63. Kienreich, Graz 1966.
- zusammen mit Walter Höflechner: Zur Geschichte der Chirurgie an der Karl-Franzens-Universität Graz. In: Publikationen aus dem Archiv der Universität Graz. Band 18. Akademische Druck- u. Verlagsanstalt, Graz 1986.